# François-Louis de Jaunay
 (novembre 2024).
Si vous disposez d'ouvrages ou d'articles de référence ou si vous connaissez des sites web de qualité traitant du thème abordé ici, merci de compléter l'article en donnant les références utiles à sa vérifiabilité et en les liant à la section « Notes et références ».
François-Louis Charles Wallerand Marie de Jaunay (né en 1670 et mort le 22 mai 1746) seigneur de Jaunay et Marigny, est un soldat français des XVIIe et XVIIIe siècles,,. Militaire de carrière, il est lieutenant général de province puis lieutenant général de l'artillerie et finalement créé maréchal de camp par Louis XV en 1740 .

## Biographie[5]

### Origines
La famille de Jaunay est originaire de la Vienne et elle s'est éteinte au XIXe siècle,.

### Fonctions administratives et artillerie
Colonel du Corps Royal d'Artillerie, il commanda brièvement mais organisa ces troupes dont Louis XVI fera plus tard le Corps Royal du Génie, il est considéré comme l'un des précurseurs de cette arme car l'un des premiers partisans de l'utilisation massive de canons lors des batailles terrestres et non plus seulement lors des sièges. Cette pratique se généralisera notamment avec Napoléon. Il secondera longtemps Louis de Bourbon, duc du Maine, dans l'élaboration d'un corps d'armée d'artillerie constant et efficace, qui fera les forces des armées française des XVIIIe et XIXe siècles.
Il fut fait Lieutenant général d'artillerie et eut la direction l'école d'artillerie de Strasbourg ainsi que la première école de bombardiers de France en 1720.
Il fut Lieutenant général de province aux  départements du Dauphiné et de la Provence par commission du 23 septembre 1726, puis, par commission du 30 octobre 1730, du département général de Bretagne (Haute et Basse Bretagne) en étant démis de ses fonctions dans le Dauphiné.

### Fonctions militaires
Fervent homme d'épée, il s'illustra dans sa jeunesse sur les fronts français, allemands espagnols puis à nouveau allemands où il gagna ses gallons.
Dès 1690, commissaire extraordinaire de l'artillerie il participe à la campagne française et prend part aux sièges de Villefranche, Montauban et Nice puis à partir de 1692, suivit l'armée d'Italie.

#### En Espagne
Il combattit notamment aux sièges, de Luzzara et de Denia en 1708 pendant la guerre de Succession d'Espagne et commanda en chef au siège du château d'Alicante, qui se rendit le 15 avril 1709. 

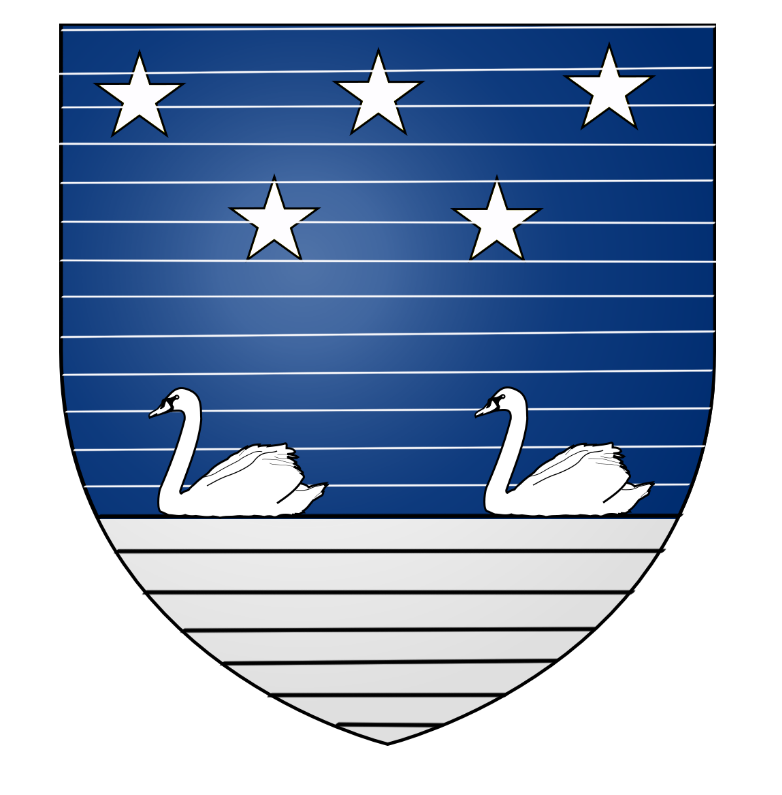
Famille de Jaunay, éteinte au XIXe siècle

#### En Allemagne
En 1694, il intègre l'armée d'Allemagne et le 30 novembre 1702 est nommé commissaire provincial de l'artillerie. Il reste rattaché à l'armée du Rhin jusqu'en 1707, après avoir pris la direction de son artillerie un an auparavant.
Après l'Espagne il commanda en second l'artillerie de l'armée du Rhin à partir du 25 avril 1712, qu'il combine depuis le 15 avril 1711 avec le commandement de l'artillerie du département de Strasbourg en 1711. Dans ces fonctions il participe aux siège de Landau et de Fribourg en 1713.

### Autres
Il est chevalier de l'ordre royal et militaire de Saint-Louis et porte le titre de courtoisie de vicomte.[réf. nécessaire]